# Orlando Magic 1996-1997
La stagione NBA 1996-1997 fu l'8ª stagione della storia degli Orlando Magic che si concluse con un record di 45 vittorie e 37 sconfitte nella regular season, il 3º posto nell'Atlantic Division e il 7º posto della Eastern Conference.
Fu la prima stagione senza Shaquille O'Neal passato ai Los Angeles Lakers. La stagione vide il cambio in panchina: Brian Hill (record 24-25 al momento della sostituzione) fu sostituito da Richie Adubato che chiuse con un record di 21 vittorie e 12 sconfitte.
Nei playoff del 1997 perse al primo turno contro i "cugini" dei Miami Heat per 3 partite a 2.

## Draft
| Giro | Scelta | Giocatore      | Posizione   | Nazionalità | Università/Club |
| ---- | ------ | -------------- | ----------- | ----------- | --------------- |
| 1    | 27     | Brian Evans    | ala piccola | Stati Uniti | Indiana         |
| 2    | 49     | Amal McCaskill | centro      | Stati Uniti | Marquette       |

## Regular season
| Squadra            | V  | P  | %    | GB |
| ------------------ | -- | -- | ---- | -- |
| Miami Heat         | 61 | 21 | 74,4 | -  |
| New York Knicks    | 57 | 25 | 69,5 | 4  |
| Orlando Magic      | 45 | 37 | 54,9 | 16 |
| Washington Bullets | 44 | 38 | 53,7 | 17 |
| New Jersey Nets    | 26 | 56 | 31,7 | 35 |
| Philadelphia 76ers | 22 | 60 | 26,8 | 39 |
| Boston Celtics     | 15 | 67 | 18,3 | 46 |

## Play-off

### Primo turno
Gara 1
| 24 aprile 1997 | Miami Heat | 99 – 64 | Orlando Magic |  |

Gara 2
| 27 aprile 1997 | Miami Heat | 104 – 87 | Orlando Magic |  |

Gara 3
| 29 aprile 1997 | Orlando Magic | 88 – 75 | Miami Heat |  |

Gara 4
| 1º maggio 1997 | Orlando Magic | 99 – 91 | Miami Heat |  |

Gara 5
| 4 maggio 1997 | Miami Heat | 91 – 83 | Orlando Magic |  |

## Roster
| N° | Naz.                   | Ruolo | Sportivo          | Anno | Alt. | Peso |
| -- | ---------------------- | ----- | ----------------- | ---- | ---- | ---- |
| 00 | Stati Uniti (bandiera) | AC    | Amal McCaskill    | 1973 | 211  | 107  |
| 1  | Stati Uniti (bandiera) | GA    | Anfernee Hardaway | 1971 | 201  | 88   |
| 3  | Stati Uniti (bandiera) | A     | Dennis Scott      | 1968 | 203  | 104  |
| 4  | Stati Uniti (bandiera) | C     | Rony Seikaly      | 1965 | 211  | 104  |
| 5  | Stati Uniti (bandiera) | G     | Dell Demps        | 1970 | 191  | 93   |
| 5  | Stati Uniti (bandiera) | A     | Donald Royal      | 1966 | 203  | 95   |
| 9  | Stati Uniti (bandiera) | GA    | Gerald Wilkins    | 1963 | 198  | 84   |
| 10 | Stati Uniti (bandiera) | G     | Darrell Armstrong | 1968 | 183  | 77   |
| 20 | Stati Uniti (bandiera) | G     | Brian Shaw        | 1966 | 198  | 86   |
| 24 | Stati Uniti (bandiera) | C     | Danny Schayes     | 1959 | 211  | 107  |
| 25 | Stati Uniti (bandiera) | GA    | Nick Anderson     | 1968 | 198  | 93   |
| 30 | Stati Uniti (bandiera) | G     | Kenny Smith       | 1965 | 191  | 77   |
| 33 | Stati Uniti (bandiera) | A     | Derek Strong      | 1968 | 203  | 100  |
| 34 | Stati Uniti (bandiera) | A     | Brian Evans       | 1973 | 203  | 100  |
| 42 | Stati Uniti (bandiera) | A     | David Vaughn      | 1973 | 206  | 109  |
| 50 | Stati Uniti (bandiera) | C     | Felton Spencer    | 1968 | 213  | 120  |
| 54 | Stati Uniti (bandiera) | AC    | Horace Grant      | 1965 | 208  | 98   |

## Staff tecnico
- Allenatori: Brian Hill (24-25) (fino al 18 febbraio)[1], Richie Adubato (21-12)
- Vice-allenatori: Richie Adubato (fino al 18 febbraio), Tree Rollins, Tom Sterner

### Arrivi/partenze
Mercato e scambi avvenuti durante la stagione:
Arrivi
| N° | Naz.                   | Ruolo | Sportivo    |  | Alt. |  |
| -- | ---------------------- | ----- | ----------- |  | ---- |  |
| 30 | Stati Uniti (bandiera) | P     | Kenny Smith |  |      |  |

Partenze
| N° | Naz.                   | Ruolo | Sportivo       |  | Alt. |  |
| -- | ---------------------- | ----- | -------------- |  | ---- |  |
| 5  | Stati Uniti (bandiera) | AP    | Donald Royal   |  |      |  |
| 30 | Stati Uniti (bandiera) | P     | Kenny Smith    |  |      |  |
| 50 | Stati Uniti (bandiera) | C     | Felton Spencer |  |      |  |

## Premi e onorificenze
- Anfernee Hardaway incluso nell'All-NBA Third Team